# Nicolae Teclu (stație de metrou)
Nicolae Teclu (denumită inițial Policolor) este o stație de metrou din București. În apropiere se află Autostrada Soarelui și Fabrica de vopsele Policolor. Ea a fost deschisă începând cu data de 20 noiembrie 2008, sub numele de Policolor, dar în iunie 2009, în urma unor dezbateri publice, la care au participat locuitori ai Capitalei și Agenția pentru Strategii Guvernamentale, noua denumire a stației este Nicolae Teclu.
Stația este cunoscută și ca fiind cea mai colorată stație de metrou din România deoarece are podeaua placată cu marmură albă, iar tavanul cu marmură neagră, pereții și stâlpii de susținere fiind placați cu panouri ignifuge vopsite în roșu, verde, alb, galben, albastru, portocaliu.